# Czarne Jezioro (Olsztyn)
Czarne Jezioro – niewielkie jezioro położone w województwie warmińsko-mazurskim, w Olsztynie, na terenie Osiedla Nad Jeziorem Długim.

## Położenie i opis jeziora
Jezioro Czarne, położone jest w północno-zachodniej części Olsztyna, pomiędzy jeziorem Ukiel i jeziorem Długim. 
Jest kształtu owalnego, o regularnej linii brzegowej. Jest to jezioro okresowo przepływowe, włączone sztucznie do zlewni Jeziora Długiego.
Większą część litoralu zajmują rośliny zanurzone (elodeidy) oraz rośliny o liściach pływających (nymfeidy). Pas oczeretów jest niezbyt silnie rozwinięty.

## Podstawowe cechy morfometryczne
- powierzchnia zwierciadła wody  1,48 ha
- głębokość maksymalna  7,1 m
- głębokość średnia  2,7 m
- objętość  39,7 tys. m³
- długość linii brzegowej  450 m
- długość maksymalna  175 m
- szerokość maksymalna  110 m

## Zlewnia
Powierzchnia zlewni Jeziora Czarnego jest niewielka i wynosi 12,9 ha. Generalnie występują gleby brunatne, ubogie w składniki pokarmowe, ale bogate w wapń. Większą część zlewni zajmuje park miejski z boiskiem sportowym, a w części północno-wschodniej znajduje się kompleks budynków. Ogólnie tereny zabudowane stanowią 16,3% całkowitej powierzchni zlewni, natomiast użytki zielone 83,7%.

## Dane o jeziorze z 2003 roku
Przeprowadzone badania wskazują przede wszystkim na słabą dynamikę mas wodnych omawianego zbiornika. Cechy, które pozwalają zaliczyć jezioro do typu holomiktycznego o słabej dynamice mas wodnych to krótkotrwała cyrkulacja wiosenna, wczesne zakładanie się letniej stratyfikacji termicznej, płytki epilimion oraz wyraźna termoklina. Odpowiada to bradymiksji (Olszewski 1959a).
Dobre warunki tlenowe panowały tylko w górnych warstwach epilimnionu, natomiast całkowity brak tlenu odnotowano dopiero od 5 m.
Zarówno przy powierzchni jak i przy dnie wody jeziora charakteryzowały się wysokimi wartościami BZT5. Najwyższe wartości sestonu (9,8 mg/dm³) i chlorofilu (28,07 mg/dm³) stwierdzono wiosną. Latem natomiast koncentracja sestonu była niższa, dzięki czemu zwiększyła się przezroczystość wody.
Zawartość substancji biogennych jest raczej przeciętna. Odnotowano wysokie zawartości fosforu mineralnego (1,02 P-PO4/dm³) i azotu amonowego (4,08 mg N-NH4/dm³). Były one jednak niższe w porównaniu z wartościami z 1992 roku. Z kolei stężenia żelaza i manganu były wyższe.
Podobnie jak w poprzednich latach był niski odczyn (pH 8,1-8,4 przy powierzchni i 6,7-7,7 przy dnie) oraz wysokie przewodnictwo elektrolityczne wody, które przekraczało 400 μS/cm.

Wszystkie te dane pozwalają na zaliczenia Jeziora Czarnego to jezior eutroficznych. Jakość jego wód jest niska (III klasa). Dokonując oceny podatności na degradację badanego zbiornika według kryteriów zaproponowanych przez Kudelską i in. (1994) można stwierdzić, iż wykazuje on dużą podatność na wpływy zewnętrzne.